# Eridolius orbitalis
Eridolius orbitalis là một loài tò vò trong họ Ichneumonidae.